# Día Internacional de los Bosques
El Día Internacional de los Bosques es una jornada conmemorativa que se celebra anualmente el primer 21 de marzo desde 2013, establecida por Asamblea General de las Naciones Unidas el 21 de diciembre de 2012.

## Introducción
Los Bosques cubren aproximadamente un tercio de la superficie terrestre del planeta, albergando más del 80% de la biodiversidad terrestre y actuando como pulmones vitales para el mundo al absorber dióxido de carbono, producir oxígeno y regular el clima. Sin embargo, cada año se pierden más de 13 millones de hectáreas de bosques (130,395 kilómetros cuadrados), equivalente a un área del tamaño de Inglaterra como país constituyente o como Grecia, debido a la deforestación y a la degradación forestal. Esta pérdida no solo contribuye entre un 12% y un 18% a las emisiones globales de carbono originado por la reducción de los sumideros de carbono y a la liberación de carbono almacenado por los bosques, casi igualando las emisiones del sector de transporte mundial, sino que también amenaza la supervivencia de innumerables especies y la seguridad alimentaria y hídrica de la humanidad.

## Proclamación
La proclamación del Día Internacional de los Bosques fue realizada por la Asamblea General de las Naciones Unidas (AGNU), el 21 de diciembre de 2012. Su origen comenzó en Oxford, Inglaterra, en febrero de 2007, fruto de una conversación entre dos científicos que reconocieron la urgencia de resaltar el papel de los bosques en la mitigación de las emisiones de carbono y la necesidad de mantener actualizados a los responsables de políticas y negociadores de la Convención Marco de las Naciones Unidas sobre el Cambio Climático (UNFCCC, por sus siglas en inglés) con los últimos avances en investigación forestal. Entre 2007 hasta 2012 el Centro de Investigación Forestal Internacional (CIFOR, por sus siglas en inglés) coordinó 6 sesiones que se resumierón en un evento global sobre bosques y cambio climático en la 61º sesión plenaria de AGNU.

## Celebración
Este día se celebra anualmente el 21 de marzo, la elección de esta fecha tiene como fin celebrar la importancia de todos los tipos de bosques y árboles en general, siendo el comienzo de la primavera una fecha simbólica que resalta la conexión intrínseca entre los bosques y el ciclo vital de la naturaleza. El primer Día de los Bosques se observó oficialmente en 2013, con el objetivo de sensibilizar sobre la importancia de bosque y destacando desde entonces su importancia crítica en la salud del planeta, la biodiversidad y el bienestar humano, con actividades que incluyen campañas de reforestación y sensibilización. Esta iniciativa cuenta con el apoyo del Foro de las Naciones Unidas para los Bosques, la FAO y la Asociación de Colaboración en materia de Bosques, entre otros muchos entre otros

## Temas
- 2013: Global celebration of forests[11]
- 2014: My Forest. Our Future[12]
- 2015: Bosques. Clima. Cambio[13]
- 2016: Homenaje a los bosques y el agua[14]
- 2017: Los bosques y la energía[15]
- 2018: Bosques por unas ciudades sostenibles[16]
- 2019: Bosques y educación[17]
- 2020: Los bosques y la biodiversidad. Demasiado preciosos para perderlos[18]
- 2021: Restauración forestal: un camino a la recuperación y el bienestar[19]
- 2022: Elijamos madera sostenible para las personas y el planeta[20]
- 2023: Bosques y salud[21]
- 2024: Bosques e innovación: nuevas soluciones para un mundo mejor[7][22]